# Sacrilegio (banda)
Sacrilegio es una banda musical de Bolivia, perteneciente al género hard rock. La banda se formó en la ciudad de Cochabamba en 1984, formada por los siguientes integrantes: Walter Krpan (batería), Juan Carlos “Guilla” Balderrama (bajo), Walter Bustamante (vocal) y Juan Carlos Fernández (guitarra). Para 1987 se integran: Alfredo Valdés en la parte vocal y Susana Lino en los teclados, época en que Sacrilegio como proyecto asumía un carácter de seriedad creando canciones propias. 
"Y se te va la vida" en 1991, bajo el sello "Salamandra Records". Es el primer álbum el cual rompe records de venta a nivel nacional e internacional haciéndoles merecedores del Disco de Oro y Disco de Platino, además de reconocimientos y premios como: Premio "Teófilo Vargas", "UNICEF", "Cámara Junior" entre otros varios.
En aquella oportunidad la edición boliviana no incluía un tema musical titulado “Ángeles sin alas”, posiblemente el más conocido, sin embargo esta canción se incluyó como parte de este disco para una edición internacional lanzado en 1992, bajo el sello EMI.
Aparte de material musical, la banda cuenta además con otros álbumes discográficos durante su carrera artística como "Perdido en el tiempo", lanzado por el sello Discolandia, "Volver a empezar", lanzado por el sello Neón y "Grandes Sacrilegios", lanzado por el sello Sacrilegio Ajayu. Entre sus temas musicales que más éxito han tenido son "Ángeles sin alas", "Somos la luz" y "Jamboree Panamericano", que no solo fueron uno de los más escuchados y apoyados en Bolivia por la audiencia, sino también lograron conquistar los sitiales más altos de los rankings en otros países.
El 18 de octubre del 2013, los integrantes del grupo se volvieron a reunir para realizar su último concierto en el salón Recoleta del Gran Hotel Cochabamba.
En el año 2019 la banda Sacrilegio nuevamente entra al estudio de grabación , el primer single que sale de su nuevo álbum , es la canción Evitar
ALINEACIÓN ACTUAL DE SACRILEGIO: Alfredo "Chile" Valdés como vocalista, César “Checho” Loma en el bajo, Juan Pablo Fernández en la batería, Daniel García Badani guitarra base y coros, Mike Urquidi 1.ª guitarra y coros.

DISCOGRAFÍA:
1 Y SE TE VA LA VIDA (1991) - Salamandra Records.
2 PERDIDO EN EL TIEMPO: Grabado en Discolandia.
3 VOLVER A EMPEZAR: Sello Neón fotográfica.
4 GRANDES SACRILEGIOS: Lanzado por el sello Sacrilegio Ajayu. Recopilación.
5 ALEGO DEMENCIA: Lanzado en plataformas digitales por Gorilla Gas Records & Management 2019.